# Hôtel de Sully

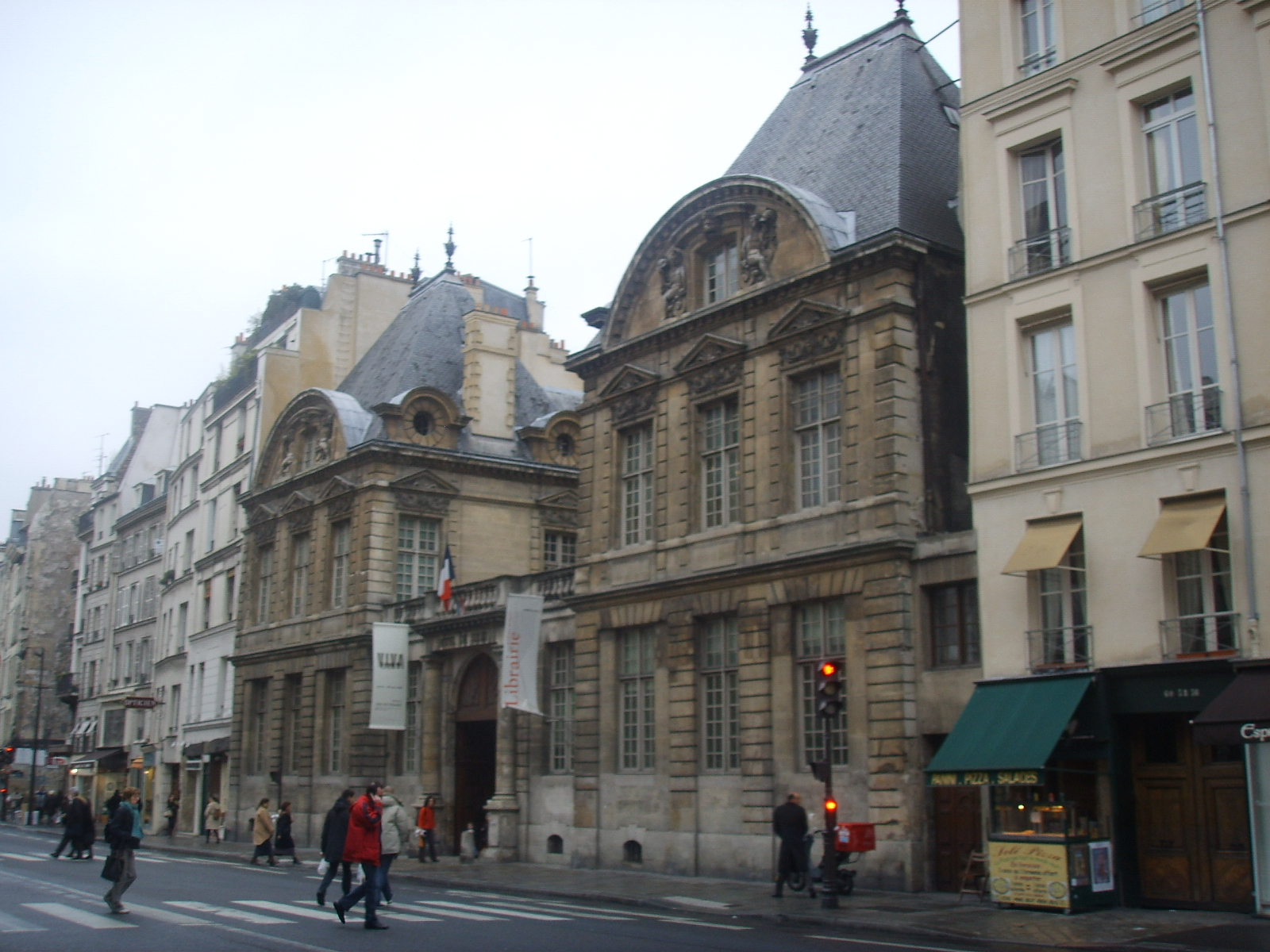
Průčelí paláce na Rue Saint-Antoine

Hôtel de Sully je městský palác v Paříži. Nachází se ve 4. obvodu v historické čtvrti Marais mezi ulicí Rue Saint-Antoine č. 62, kde se nazývá Hôtel Béthune-Sully, a náměstím Place des Vosges č. 7, jehož část se nazývá Hôtel du Petit-Sully. Představuje typ pařížského paláce s corps de logis mezi nádvořím a zahradou.

## Historie
V letech 1625–1630 nechal finanční kontrolor Mesme Gallet vystavět palác se zahradou a oranžérií s přístupem na Place Royale, dnešní Place des Vosges. Dne 23. února 1634 palác koupil Maximilien de Béthune, vévoda Sully, bývalý ministr financí a inspektor královských staveb Jindřicha IV., aby zde dožil svůj život. Jeho vnuk Maximilien de Sully nechal v roce 1660 na západní straně přistavět další křídlo, jehož autorem byl architekt François Le Vau. V majetku rodiny, po které nese palác své jméno, zůstal až do konce 18. století, poté se jeho majitelé střídali.

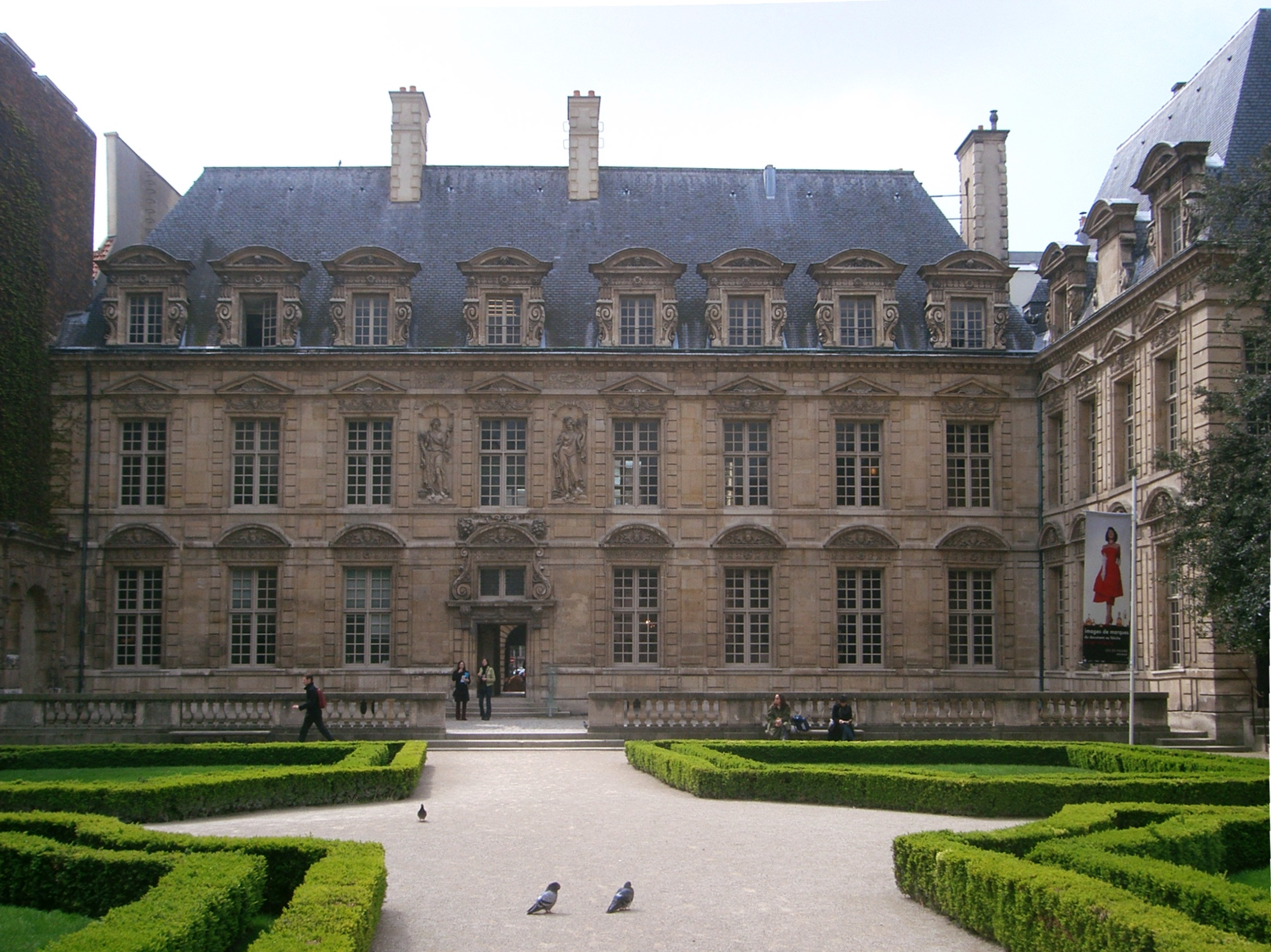
Zahrada paláce Sully

V 19. století byl přestavěn na obchody a řemeslné dílny. V roce 1862 byl palác zařazen mezi historické památky.
V roce 1944 jej získal stát a palác byl následně postupně restaurován. V roce 1952 koupil stát i přilehlou zahradu. Oranžérie z roku 1625 byla do původní podoby restaurována v roce 1975. V roce 1967 se zde usídlila Národní správa historických památek (Caisse nationale des monuments historiques et des sites, která se od roku 2000 jmenuje Centrum národních památek (Centre des monuments nationaux), která je pod dohledem ministerstva kultury a pečuje o nejvýznamnější francouzské památky.
V roce 1994 byla v paláci založena galerie specializovaná na výstavy fotografií zřízená ministerstvem kultury. V roce 2000 byla přeměněna na asociaci Patrimoine photographique a ta byla v roce 2004 spolu s Centre national de la photographie sloučena do Galerie nationale du Jeu de Paume. Výstavy jsou zde pořádány doposud.